# Ceremoniář
Ceremoniář (někdy se výraz používá ve zkrácené formě: ceremonář, též obřadník), je osoba, která má na starosti dodržování ceremonií.

## Ceremoniář v katolické církvi
Osoba, která řídí liturgické úkony při slavnostních bohoslužbách. Má na starosti správné a důstojné konání posvátných úkonů (ceremonií), zvláště při obřadech konaných biskupem v katedrálních chrámech a při slavnostech. Ceremonář může být duchovní nebo i laik, který je dobře seznámený s liturgií.
U papežského dvora, při katedrálách nebo významných chrámech bývá obvykle ustanoven stálý ceremoniář.

## Úkoly ceremoniáře při bohoslužbě
Ceremoniář je povinen zajistit, aby byly liturgické předpisy přesně sledovány a liturgické oslavy probíhaly klidně a důstojně. Je oprávněn s představeným chrámu projednat liturgické záležitosti. Jeho služba zahrnuje náročnou přípravu, protože během bohoslužby koordinuje veškerou činnost osob u oltáře nebo na místě bohoslužby. Ti, kdo konají bohoslužbu se musí jeho pokynům podřídit. Z tohoto důvodu musí celebrantům i všem asistujícím průběh bohoslužby vysvětlit a popřípadě s nimi provést nácvik obřadu. Je důležité, aby také dovedl instruovat ostatní lidi, kteří nejsou nejvyšší měrou do obřadů zapojeni. S nimi komunikuje přátelsky a ohleduplně, protože i s nimi je ve vzájemné interakci. Je-li liturgie příliš náročná může mít pomocné ceremoniáře.
Nejdůležitější osobou, o kterou se ceremoniář při vlastní liturgii stará, je hlavní celebrant.
Oděvem ceremoniáře při bohoslužbě je klerika a rocheta (superpelice), popřípadě alba nebo i jiný oděv podle předpisů.

## Významní papežští ceremoniáři
- Enrico Dante (1947–1968)
- Annibale Bugnini (1968 – 9. leden 1970)
- Virgilio Noè (9. leden 1970 – 6. březen 1982)
- John Magee (1982 – 17. únor 1987)
- Piero Marini (17. únor 1987 – 1. říjen 2007)
- Guido Marini (1. říjen 2007 – 2021)
- Diego Giovanni Ravelli (2021 – )